# NGC 6932
NGC 6932 is een lensvormig sterrenstelsel in het sterrenbeeld Pauw. Het hemelobject werd op 29 juni 1835 ontdekt door de Britse astronoom John Herschel.

## Synoniemen
- ESO 47-8
- AM 2036-734
- PGC 65219